# Polski Fiat 618
Der leichte Lastkraftwagen Polski Fiat 618 Grom wurde zwischen 1937 und 1939 von PZInż. in Warschau in Lizenz von Fiat hergestellt.

## Geschichte

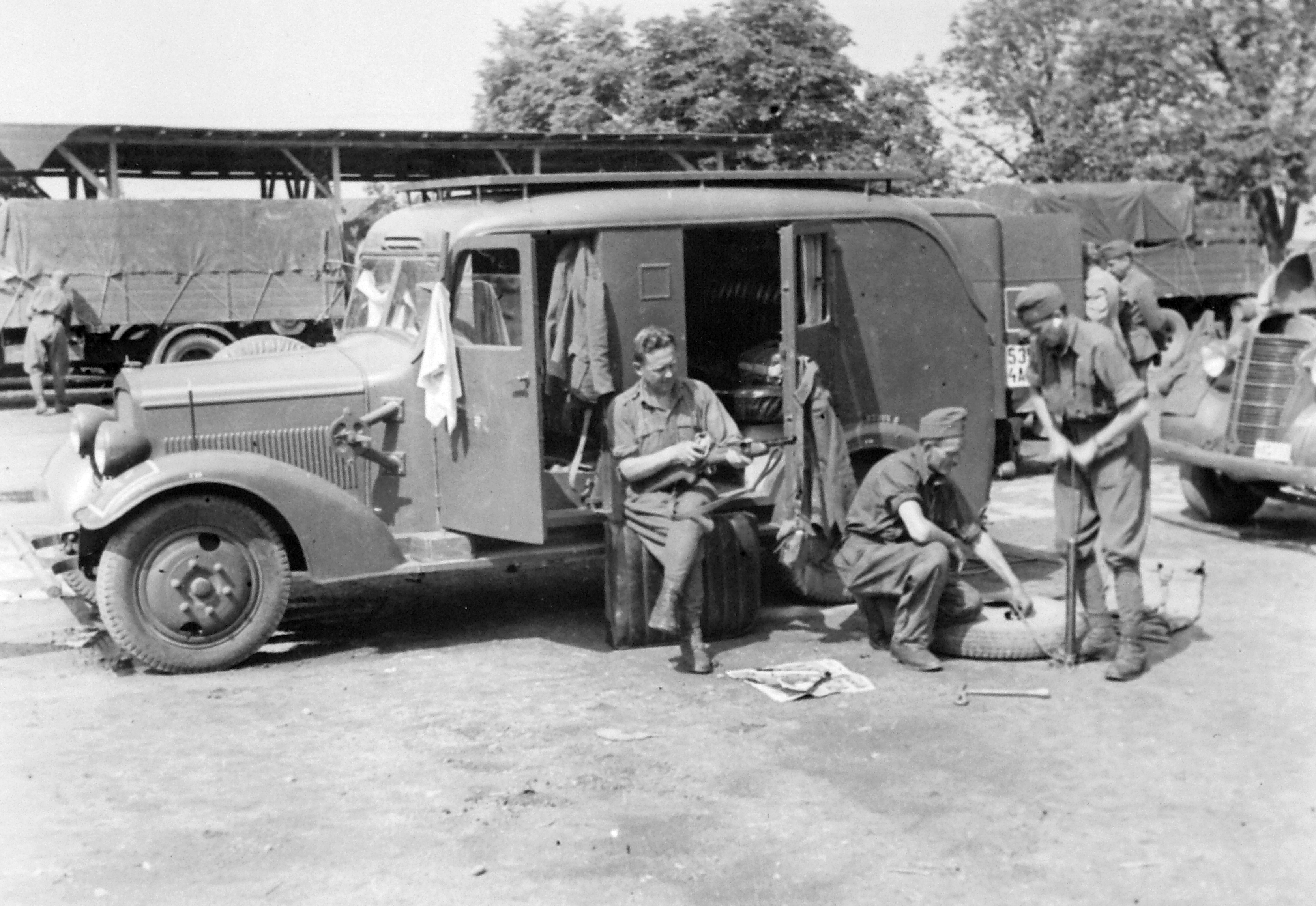
Ein Polski Fiat 618 als Funkwagen einer polnischen Kriegsberichterstatterstaffel

In der Zwischenkriegszeit, insbesondere in den 1920er Jahren, war eines der Hauptprobleme in Polen die geringe Motorisierung des Landes. Es wurde davon ausgegangen, dass der hohe Motorisierungsgrad der Zivilbevölkerung nicht nur zu einer wirtschaftlichen Entwicklung, sondern auch zu einer Steigerung des Motorisierungsgrades der Armee führen würde. Die Problemlösung wurde auf verschiedene Weisen versucht. Eine Lösung bestand darin, ausländische Automobilunternehmen zu Investitionen in Polen zu ermutigen und es wurden Versuche unternommen, in die inländische Produktion zu investieren. Da die polnische Industrie nicht über viel Erfahrung in der Produktion großer Lastkraftwagen verfügte, wurde erwogen, stattdessen Lizenzen für ausländische Baumuster zu erworben. Dies war der Ausgangspunkt für die Entwicklung polnischer Lastkraftwagen-Modelle.
Im Zusammenhang mit dieser Strategie wurde ein Wettbewerb für eine Lastkraftwagen-Lizenz ausgeschrieben. Das Außergewöhnliche war der Gewinner dieses Wettbewerbes, Fiat. Zu dieser Zeit war Fiat in Polen noch völlig unbekannt. Am 21. September 1932 wurde ein Lizenzvertrag zwischen Państwowymi Zakładami Inżynierii (PZInż.) und dem italienischen Unternehmen Fabbrica Italiana Automobili Torino (Fiat) unterzeichnet. Gegenstand dieser Vereinbarung war die Einführung von Lastkraftwagen mit einer Tragfähigkeit von 2,5 Tonnen sowie Personenkraftwagen in Polen. Dass der Vertrag mit Fiat unterzeichnet wurde überraschte damals, weil die italienische Seite eine Klausel enthielt. Darin verpflichtete sich PZInż. die eigene Konzeptarbeit an wettbewerbsfähigen Autos einzustellen. Dies entsprach nicht dem Ziel des Motorisierungsplans der Armee und des Landes. Um in den Jahren 1933 und 1934 die Produktion verschiedener Fiat-Modelle auf dem Gelände von PZInż. in der ul. Terespolskiej 34/36 (eine moderne Pkw- und Sattelschlepperfabrik) gewährleisten zu können, wurde eine Fläche von 21.000 m² neu ausgebaut. Hier begannen dann die ersten arbeiten am Personenkraftwagen Polski Fiat 508 und dem Lastkraftwagen Polski Fiat 621L.
Im Jahr 1937 wurde der Lizenzvertrag um die Modelle Fiat 518 und Fiat 618 erweitert. Der Polski Fiat 618 erhielt in Polen dabei den Beinamen Grom (deutsch: Donner). Das Fahrgestell des Fiat 618 zeichnete sich durch einen niedrigen Schwerpunkt aus und eignete sich für den Aufbau von Lastkraftwagen, aber auch von Omnibussen sowie geschlossenen Sanitäts- und Frachtaufbauten. Die Federung bot dazu noch ausreichenden Fahrkomfort, was besonders für die Busse und Krankenwagen wichtig ist. Ein seinerzeit innovatives Merkmal war das hydraulische Zweikreis-Bremssystem.
Die ersten Tests mit einem Polski Fiat 618 mit dem Kraftfahrzeugkennzeichen 618PR fanden im Juni 1936 statt. Hierbei wurde eine Sommer-Testralley mit einer Streckenlänge von 1.464 km durchgeführt. Die Strecke verlief von Warschau über Vilnius, Hrodna, Wilejka, Neswisch und Brest wieder zurück nach Warschau. Man stellte fest, dass Motor, Getriebe und Kupplung keinerlei Verschleißerscheinungen aufwiesen.

## Produktion
Die ersten Teile der Produktion bestanden aus großen Mengen an importierten Teilen, da die inländische Industrie erst umgebaut und auf die neuen Teile eingestellt werden musste.
Hergestellt wurde das komplette Fahrgestell mit Motor, Getriebe, Lenkung, Bremsen und Armaturenbrett in der Personen- und Sattelschlepperfabrik von PZInż. in Warschau. Um danach das Fahrgestell an die weiteren Werkstätten überführen zu können, wurde lediglich eine provisorische Holzbank für den Fahrer aufgestellt. Es gab zwei verschiedene Karosserien, zum einen für militärische Zwecke und zum anderen für zivile Kunden. Die militärische Version wurde in der Karosseriewerkstatt für Spezialfahrzeuge für Personenkraftwagen und Lastkraftwagen von PZInż. montiert. Die Fahrzeuge für Einzel- und Privatkunden wurden in lizenzierten, privaten Werkstätten endmontiert.
Zwischen 1937 und 1939 wurden circa 600 Fahrgestelle hergestellt, die Mehrheit davon als Lastkraftwagen. Der Preis für einen Polski Fiat 618 betrug zur damaligen Zeit 7.100 Złoty.

## Technische Beschreibung
Der Motor war ein flüssigkeitsgekühlter Vierzylinder-Ottomotor mit Vergaser des Typs Fiat 118 (polnische Bezeichnung: PZInż. 157) mit einem Hubraum von 1.944 cm³. Sein Motorblock war aus Gusseisen hergestellt. Die Kolben wurden aus Leichtmetall gegossen. Der Motor befand sich in der Front des Fahrzeuges und trieb die Hinterräder an. Die installierte Leistung betrug 45 PS (33 kW) bei 3.600/min. Die Masse des kompletten Motors lag bei 155 kg. Damit erreichte das Fahrzeug eine Höchstgeschwindigkeit von bis zu 60 km/h. Der Kraftstoffverbrauch lag bei 17,4 l/100 km auf der Straße bei voller Beladung. Mit dem 60 Liter-Tank konnte das Fahrzeug 400 km weit fahren. Übertragen wurde das Drehmoment über eine Einscheibentrockenkupplung und ein teilsynchronisiertes Klauengetriebe mit vier Vorwärtsgängen und einem Rückwärtsgang. Die Gänge drei und vier waren synchronisiert.
Das Fahrgestell war ein Leiterrahmen mit Längs- und Querträgern. Die Vorder- und Hinterachse waren  Starrachsen mit halbelliptischen Blattfedern und hydraulischen Stoßdämpfern. Gebremst wurde das Fahrzeug durch hydraulisch betätigte Trommelbremse an allen vier Rädern. Die Handbremse wirkte auf die Antriebswelle.

## Varianten
Die Hauptversion des Polski Fiat 618 war der kleine Lastkraftwagen als Pritschenfahrzeug.
Die zweite, meistgebaute Variante des Polski Fiat 618 war der elfsitzige Omnibus.
Seltener gebaut wurde ein dreiachsiger Krankenwagen und ein Funkwagen mit festem Aufbau. Der Funkkraftwagen hatte ein verkürztes Fahrgestell und wurde mit einem N1/S- oder N2/S-Radiosender ausgestattet.
Es wurde aber auch ein sogenannter samochód kawaleryjski typu 618 (deutsch: Kavalleriewagen Typ 618) geplant. Dieser konnte entweder
- zwölf Soldaten mit voller Ausrüstung
- zehn Soldaten mit einem leichten Maschinengewehr
- acht Soldaten mit einem schweren Maschinengewehr

transportieren. Weiterhin hatte das Fahrzeug eine Halterung um das mitgeführte Maschinengewehr aufnehmen und gegen Erd- oder Luftziele wirken zu können. Es wurde 1938 ein Prototyp gebaut, welcher alle Tests erfolgreich abgeschlossen hatte. Zu einer Serienfertigung kam es durch den Einmarsch der Wehrmacht allerdings nicht mehr.

## Einsatz

### Einsatz in der polnischen Armee
In der polnischen Armee kamen die Versionen des leichten Lastkraftwagen, Funkkraftwagen oder auch Krankenkraftwagen zum Einsatz. Einzelne Pioniereinheiten verwendeten auch straßen- und schienengängige Varianten des Polski Fiat 618.

### Einsatz in der Wehrmacht
Nach dem Einmarsch der Wehrmacht fielen den Truppen viele und verschiedene Varianten des Polski Fiat 618 in die Hände. Diese wurden dann umgehend eingegliedert und weiter verwendet.

## Verbleib
Das weltweit einzige erhaltene Exemplar eines Polski Fiat 618 mit Buskarosserie wurde von Herrn Juliusz Siudziński († 2007) restauriert und befindet sich nun in der Sammlung, die sein Sohn Tomasz Siudziński übernommen hat.